# Baccara
A Baccara egy spanyol női duó volt, a '70-es évek eurodisco zenéjének sikeres képviselője. A két énekesnő, Mayte Mateos (1951. február 7.) és María Mendiola (1952. április 4.– 2021. szeptember 11.) eredetileg táncosnők voltak. Első kislemezük, a Yes Sir, I Can Boogie (1977) ma már a popzene örökzöldjei közé tartozik. María és Mayte között a '80-as évek elején megromlott a viszony. Előbb szólóban próbálkoztak, majd mindkét énekesnő új partnert választott magának, ám egyformán ragaszkodtak a Baccara névhez. Az eredeti Baccara világszerte az egyik legismertebb spanyol együttes, noha lemezei az NSZK-ban készültek, s a két énekesnő külföldön érte el a legnagyobb sikereit.

## Karriertörténet

### A kezdetek
A Baccara története 1976-ban kezdődött. A tánctanári diplomával rendelkező Mayte évekig dolgozott a Spanyol Televízió táncegyüttesénél, ahol összebarátkozott Maríával. Elhatározták, hogy kiválnak a társulatból, és közös műsorral fognak fellépni. Együttesüknek a Venus nevet adták. Különös véletlen folytán azonban eltévesztették első meghallgatásuk helyszínét. Az éjszakai klub tulajdonosa, akinek végül bemutatták produkciójukat, színpadra engedte ugyan őket, de egy hét elteltével úgy ítélte meg, hogy műsoruk túl elegáns a klub közönsége számára. A kitartó lányok nem csüggedtek, s Mayte összeköttetéseinek köszönhetően a Fuerteventura szigetén található Tres Islas hotelben kaptak munkát. Flamencót táncoltak és tradicionális spanyol dalokat énekeltek a zömmel német turistákból álló közönségnek. Műsoruk mindig az est fénypontjának számított. Az egyik német vendég, Leon Deane 1977. január 17-én látta a lányok programját. Lelkesedésében meghívta őket Hamburgba. Néhány héttel később María és Mayte már az NSZK-ban voltak Rolf Soja zeneszerző-producer irodájában. Bemutatkozásuk annyira meggyőző volt, hogy napokon belül hozzákezdhettek első kislemezük, a Yes Sir, I Can Boogie felvételéhez. A Baccara művésznevet választották: a szó egy rózsafajta neve, a duó szimbóluma pedig évekig egy rózsaszál volt.

### Igen, bugizni is tudnak
A Yes Sir, I Can Boogie sikere talán még a két énekesnőt is meglepte: 16 millió példányt adtak el belőle világszerte. A Baccara volt az első női duó, amely ekkora eladási példányszámot tudott elérni, s ezzel az eredménnyel bekerült a Guinness-féle Rekordok Könyvébe. A kislemez mindenhol a sikerlisták élvonalában szerepelt, az NSZK-ban és Angliában például egészen a csúcsig jutott. Ez újabb rekordot jelentett: spanyol előadónak (és női duónak) addig nem volt listavezető slágere Nagy-Britanniában, ahol ráadásul az eurodisco sose volt annyira népszerű, mint Európa többi országában. (A rekordot 4 évvel később a szintén spanyol Julio Iglesias tudta megismételni.) A tévéállomások versengtek a Baccaráért, hogy a közönség képernyőn is láthassa, a lányok valóban tudnak bugizni. A folytatás a Sorry, I'm a Lady című kislemez volt, majd megjelent a duó nevét viselő album, a Baccara is, amely előbb arany-, dupla arany-, platina-, majd dupla platinalemez lett. A korong szerzeményei zömmel Rolf Soja és Frank Dostal nevéhez fűződtek.

### A siker hullámain
Az eurodisco számos más felfedezettjével szemben a Baccara nem csupán egynyári csoda volt. 1978-ban újabb nagylemezt adtak ki Light My Fire címmel. A címadó dal a The Doors klasszikusának több mint 10 perces, spanyolos ízű diszkóátirata volt, amely ugyan sikeres lett, de a legkevésbé sem járult hozzá a média és a fanatikus rajongók által gerjesztett rock–diszkó háború elcsitulásához. A Light My Fire LP tartalmazza egyébként a Darling című slágert is (évekkel később az osztrák Joy együttes is feldolgozta), illetve a Parlez-vous français? című felvételt teljes hosszában. A rövidebb változattal a Baccara még az LP megjelenése előtt benevezett az 1978-as Eurovíziós Dalfesztiválra Luxemburg színeiben, a lányok a 7. helyen végeztek. A fesztiválokkal korábban sem volt szerencséjük: az 1977-es tokiói Yamaha Fesztiválon az NSZK-t képviselték a Mad in Madrid című dallal, ám csupán a 8. (más források szerint a 14.) helyen végeztek.
1979-ben The Devil Sent You to Laredo címmel újabb kislemezük jelent meg, amely azonban nem került rá soron következő nagylemezükre, noha egyik legnépszerűbb slágerüknek bizonyult. Colours című LP-jüket két másik kislemez harangozta be: Body Talk; Ay, Ay Sailor. A töretlen sikernek köszönhetően a lányok egyik fellépésről siettek a másikra, s gyakori vendégei voltak a különböző országok népszerű könnyűzenei tévéműsorainak, mint például a britek Sacha Distel Show-ja vagy a nyugatnémet televízió Musikladen című adása. 1979-et a UNICEF a gyerekek évének nyilvánította, a Baccara pedig a One, Two, Three, That's Life című slágere német változatának (Eins Plus Eins Ist Eins) bevételeit ajánlotta fel jótékony célra.

### Megtorpanás, hullámvölgy
A '80-as évek a könnyűzene frontján is jelentős változásokat hoztak. A Baccara által képviselt hangzás hirtelen divatjamúlt lett, s maga a diszkó is háttérbe szorult a brit new wave és a nyugatnémet Neue Deutsche Welle óriási népszerűsége mellett. Alapvetően mégsem a zenei piac átrendeződése vezetett a Baccara szétválásához, hanem a Sleepy Time Toy című kislemez körüli problémák. María ragaszkodott ahhoz, hogy a kislemezt vonják vissza a piacról, mert véleménye szerint énekhangja egyáltalán nem érvényesül a felvételen. Követelte a dal újrakeverését, s ügyvédet bízott meg, hogy érdekeit képviselje a bíróságon a lemezcéggel szemben. Mayte értetlenül állt az események előtt, mert véleménye szerint a Baccara hangját mindig is elsősorban ő jelentette, és nem María. A jogi huzavona miatt a Soja–Dostal-páros végül megszakította az együttműködést a Baccarával. Helyükbe Bruce Baxter és Graham Sacher léptek. A Colorado című kislemez még a régi Baccara-hangzást idézte, a Bad Boys című album azonban már némi arculatváltozást tükröz. Ez rögtön a lemezborítón is látható: a korábbi estélyi ruhás, „luxusnős” megjelenés helyett a lányok lezserebben öltözve, farmerben állnak egy graffitikkel telepingált téglafal előtt, háttérben marcona motorosokkal. A régi imázsra csupán a színek utalnak: akárcsak korábban, Mayte itt is fekete, María pedig fehér színű ruhát viselt. A dalok hangszerelése ugyancsak változott a korábbi hangzásvilághoz képest, ám ennek ellenére az LP megbukott. Mivel az RCA-val kötött szerződés lejárt, Mayte elhagyta az együttest. Mindkét énekesnő úgy döntött, hogy szólóban folytatja tovább.

### Külön utakon

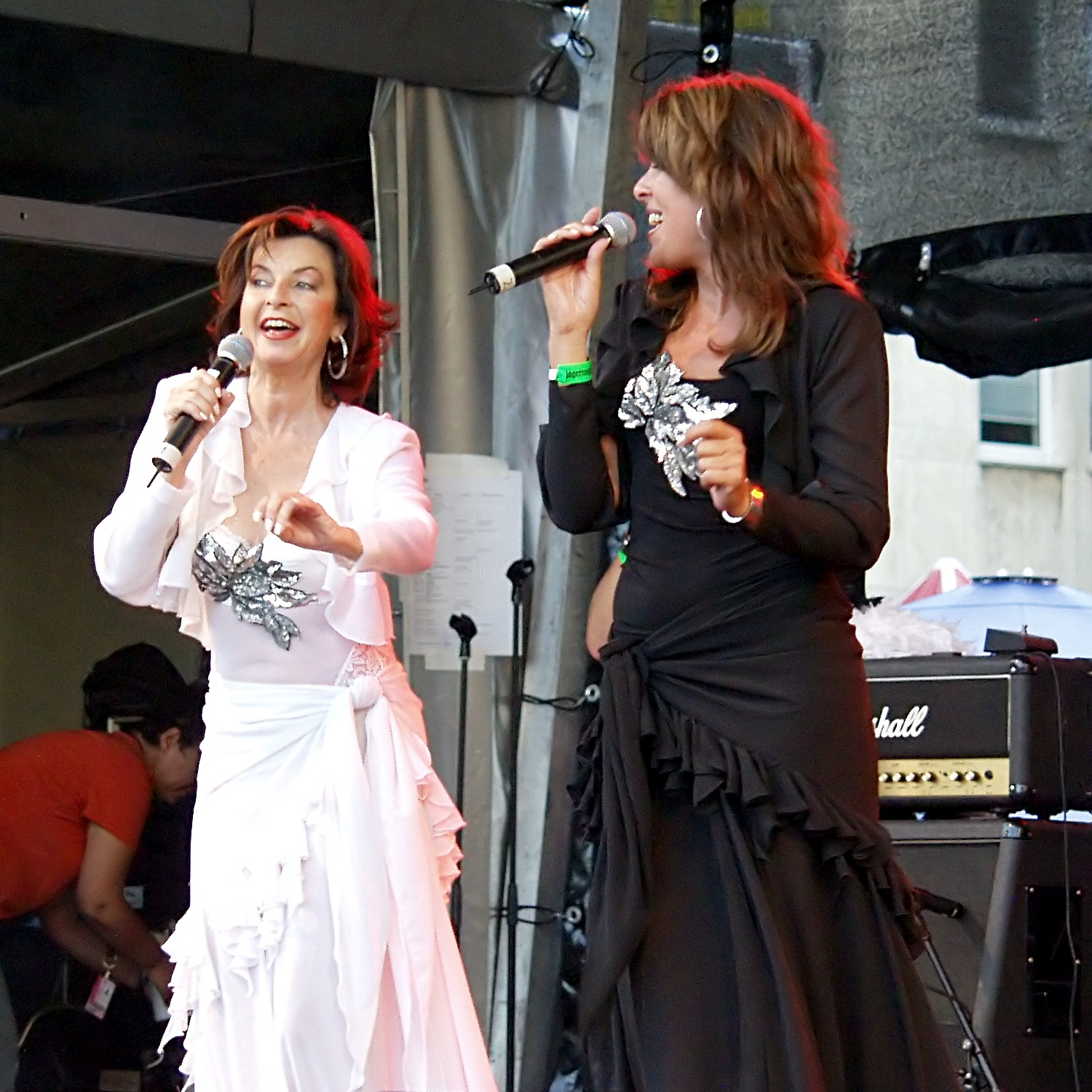
2006-ban Németországban

A szólópálya egyik énekesnő számára sem hozott igazán jelentős sikereket, ezért elsőként Mayte látott hozzá, hogy újjászervezze a Baccarát. Előbb egy Hamburgban élő ausztrál származású tánctanárnővel, Jane Comerforddal kezdett dolgozni, aki zongorázni is tudott, színészi tapasztalatainak köszönhetően pedig a színpadon is otthonosan mozgott. Együttműködésük nem volt tartós: Jane-t az évek során újabb énekesnők váltották fel. Először Marissa Perez, majd Jane Comerford, 1999-től Christina Sevilla, 2004-től pedig Paloma Blanco.
A rajongókat alaposan összezavarta, hogy 1985-ben María is együttest szervezett, ráadásul volt kolléganőjéhez hasonlóan előbb a New Baccara, később a Baccara nevet használta. María álláspontja az volt, hogy a név az RCA tulajdona (María ottmaradt a cégnél), a kiválással ezért Mayte nemcsak a lemezcéget, hanem a Baccarát is elhagyta. Mayte viszont arra hivatkozott, hogy joga van a név használatához, hiszen mindig is ő volt az együttes meghatározó hangja. A különféle lemezcégek sem könnyítették meg később a rajongók dolgát, mert a '90-es évektől kezdve számos olyan válogatást dobtak piacra, melyek borítóin ugyan az eredeti Baccara fotói láthatók, ám valójában vagy María, vagy Mayte együttesének dalait tartalmazzák.
Eleinte María együttese volt sikeresebb a '80-as évek közepén eluralkodó italodisco népszerűségének köszönhetően: Call Me Up, Fantasy Boy, Touch Me. 1990-ben F.U.N. címmel új nagylemezük jelent meg, melyen szerepel a Yes Sir, I Can Boogie modern változata is. María partnere Marissa Perez volt – korábban a Mayte-féle Baccara tagja! –, akit ugyancsak a Spanyol Televízió táncegyüttesében ismert meg, ugyanabban az időben, mint Maytét. Már akkor összebarátkoztak, s barátságuk kiállta az idő és az énekesi pálya viszontagságait, noha María Spanyolországban, Marissa pedig Franciaországban él a családjával. 1999-ben Made In Spain címmel újabb album látott napvilágot María és Marissa énekével. A lemezen az  eredeti Baccara két első slágere, a Yes Sir, I Can Boogie és a Sorry, I’m a Lady feldolgozásai is szerepelnek. A következő esztendőben Face to Face című lemezükkel örvendeztették meg rajongóikat. Az album slágere egy új dal, az I Want to be in Love with Somebody volt, a korábbi sikerszámok közül pedig a Cara Mia és már megint a Sorry, I’m a Lady – ezúttal flamenco stílusú – feldolgozásai kaptak helyet rajta.
Mayte a '90-es évek közepétől lett igazán aktív saját együttesével a lemezpiacon. Volt társnőjéhez hasonlóan ő is a két nagy Baccara-sláger, a Yes Sir, I Can Boogie és a Sorry, I'm a Lady feldolgozásaival idézte fel a dicső múltat, hangszerelésben pedig követte az aktuális diszkódivatot. Ugyanez volt a recept néhány évvel később is: a Yes Sir, I Can Boogie 1999-es, felturbósított változatának elkészítésében a diszkókban akkoriban igen sikeres rapper, Michael Yuniversal segédkezett. A Baccara 2000 címmel megjelent CD néhány régebbi Baccara-sláger mellett új dalokat is tartalmazott. 2004-ben a Mayte-féle Baccara a Soy tu Venus című dallal részt vett azon a versenyen, melynek tétje az volt, hogy ki képviselje Svédországot abban az évben az Eurovíziós Dalfesztiválon. A győztes azonban a svédek új kedvence, Lena Philipsson lett.
2008-ban Mayte együttese új albumot jelentetett meg: a Satin… In Black & White producerei az eredeti Baccara szerzői, Rolf Soja és Frank Dostal.

## Diszkográfia (az eredeti Baccara)

### Stúdióalbumok
- 1977 – Baccara (RCA-Victor)
- 1978 – Light My Fire (RCA-Victor)
- 1979 – Colours (RCA-Victor)
- 1981 – Bad Boys (RCA-Victor)

### Válogatások
- 1978 – The Hits of Baccara (RCA-Victor)
- 1990 – The Original Hits (BMG-Ariola)
- 1991 – Star Collection (BMG-Ariola)
- 1993 – The Collection (BMG-Ariola)
- 1994 – Yes Sir I Can Boogie (BMG-Ariola)
- 1994 – Star Gala (BMG-Ariola/Spectrum)
- 1995 – Golden Stars (BMG-Ariola)
- 1998 – The Collection (BMG-Ariola)
- 1999 – Woman to Woman (BMG-Ariola/Disky Communications)
- 2001 – The Best of Baccara – Original Hits (BMG-Ariola/Hot Town Music-Paradiso)
- 2005 – The Best of Baccara (Sony-BMG/Camden UK)
- 2006 – The Very Best of Baccara (Sony-BMG)
- 2007 – 30th Anniversary (3 CD box set) (Sony-BMG)

### Kislemezek, maxik

#### 7"
- 1977 – Yes Sir, I Can Boogie / Cara Mia
- 1977 – Sorry, I'm a Lady / Love You till I Die
- 1977 – Granada / Sorry, I'm a Lady
- 1977 – Koochie-Koo / Number One
- 1977 – Mad in Madrid / Love You Till I Die (Japán)
- 1978 – Darling / Number One
- 1978 – Darling / Mad in Madrid
- 1978 – Parlez-Vous Français? / Amoureux
- 1978 – Parlez-Vous Français? (English version) / You and Me (English version of Amoureux)
- 1978 – Parlez-Vous Français? / Adelita
- 1978 – The Devil Sent You to Lorado / Somewhere in Paradise
- 1978 – El diablo te Mandó a Laredo (Spanish version of The Devil Sent You To Lorado) / Somewhere in Paradise
- 1979 – Body-Talk / By 1999
- 1979 – Baila tú (Spanish version of Body-Talk) / En el año 2000 (Spanish version of By 1999)
- 1979 – Ay, Ay Sailor / One, Two, Three, That's Life
- 1979 – Ay, Ay Sailor / For You
- 1979 – Eins Plus Eins Ist Eins (German version of One, Two, Three, That's Life) / For You
- 1980 – Sleepy-Time-Toy / Cándido
- 1981 – Colorado / Mucho, mucho

#### 12"
- 1977 – Sorry, I'm a Lady (Extended Mix) / Yes Sir, I Can Boogie (Extended Mix)
- 1979 – Body-Talk (Extended Mix) / By 1999 (Extended Mix)
- 1980 – Sleepy-Time-Toy / Cándido

## Diszkográfia (María Mendiola Baccarája)

### Stúdióalbumok
- 1990 – F.U.N.
- 1999 – Made in Spain
- 2000 – Face to Face
- 2002 – Greatest Hits (újra felvett régi dalok + 4 új dal)
- 2006 – Singles Collection (válogatásalbum + 2 új dal)

### Maxilemezek
- 1990 – Yes Sir, I Can Boogie '90
- 2002 – Wind Beneath My Wings
- 2005 – Yes Sir, I Can Boogie 2005
- 2008 – Fantasy Boy 2008

### Kislemezek
- 1987 – Call Me Up / Talismán
- 1988 – Fantasy Boy
- 1989 – Touch Me
- 1990 – Yes Sir, I Can Boogie '90
- 1999 – Sorry, I'm a Lady (Dance Version)
- 2000 – I Want to Be in Love With Somebody
- 2000 – Face to Face
- 2002 – Yes Sir, I Can Boogie (Copa Remix)
- 2005 – Yes Sir, I Can Boogie 2005

## Diszkográfia (Mayte Mateos Baccarája)

### Stúdióalbumok
- 1994 – Our Very Best (újra felvett régi dalok + 5 új dal)
- 1999 – Baccara 2000
- 2004 – Soy tu Venus

### Maxilemezek
- 1999 – Yes Sir, I Can Boogie '99
- 2004 – Soy tu Venus

### Kislemezek
- 1994 – Yes Sir, I Can Boogie (Italo Disco Mix)
- 1994 – Sorry, I'm a Lady (Italo Disco Mix)
- 1999 – Yes Sir, I Can Boogie '99